# Empogona ovalifolia
Empogona ovalifolia là một loài thực vật có hoa trong họ Thiến thảo. Loài này được (Hiern) Tosh & Robbr. mô tả khoa học đầu tiên năm 2009.